# Raif Badawi

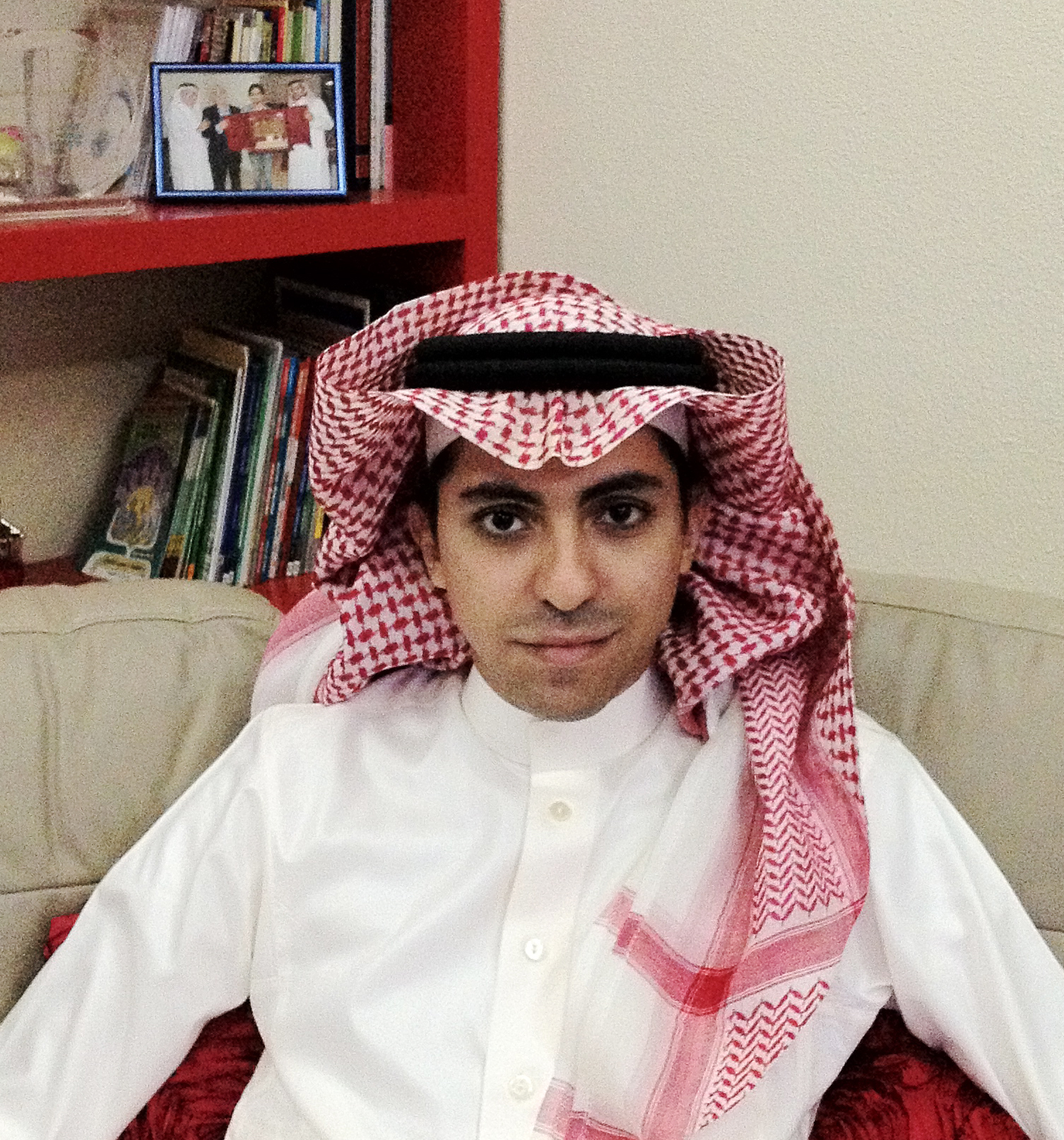
Raif Badawi

Raif Badawi (în arabă: رائف بدوي‎; n. 13 ianuarie 1984, scris și Raef Badawi) este un scriitor și activist saudit, creator al site-ului Free Saudi Liberals.
Pentru critica adusă la adresa islamului, a fost arestat în 2012 și, un an mai târziu, este condamnat la șapte ani de închisoare și 600 de lovituri de bici, sentință care în 2014 este majorată la 10 ani de detenție și 1.000 de lovituri de bici.
Amnesty International a luat atitudine, considerând abuzivă arestarea sa, și l-a declarat prizonier de conștiință și acesta în contextul în care Human Rights Watch a evidențiat mai multe asemenea abuzuri din partea statului saudit.
Avocatul său, Waleed Abulkhair, a fost condamnat la 15 ani de detenție, fiind acuzat pentru subminarea regimului, incitarea opiniei publice și ofensa adusă aparatului judiciar.
De asemenea, Souad al-Shammari, co-fondatoare a Free Saudi Liberals, a fost arestată pentru un simplu mesaj postat pe Twitter.

## Premii și distincții
- 2014: Premiul Netizen, decernat de către Reporteri fără frontiere;
- 2015: Premiul libertății de exprimare din partea Deutsche Welle;
- 2015: Premiul curajului din partea unor grupuri care militează pentru drepturile omului într-un summit de la Geneva;
- 2015: Premiul Aikenhead din partea Societății Laice Scoțiene;
- One Humanity Award, decernat de PEN Canada.

În 2015 a fost propus pentru Premiul Nobel pentru Pace.